# Corriente de gracia
Corriente de gracia se refiere a un concepto neumatológico de la teología cristiana que designa a una fuente espiritual que favorece la apertura de los carismas y dones de la tercera Persona de la Santísima Trinidad (el Espíritu Santo).

## Características

### Es para toda la Iglesia
A diferencia de los movimientos eclesiales y de los institutos de vida consagrada, una corriente de gracia es para el goce de toda la Iglesia. Por causa de ello es posible encontrar, por ejemplo, en la Renovación Carismática a sacerdotes de diferentes órdenes religiosas.

## Principales corrientes de gracia en la Iglesia católica

### Los sacramentos
San Josemaría Escrivá de Balaguer afirmaba que «Cristo ha dado a su Iglesia la seguridad de la doctrina, la corriente de gracia de los Sacramentos; y ha dispuesto que haya personas para orientar, para conducir, para traer a la memoria constantemente el camino».

### La Renovación Carismática Católica
En los documentos de Malinas, que constituyen las bases fundamentales de la Renovación Carismática, el cardenal Leo Jozef Suenens define a la Renovación en el Espíritu Santo como una corriente de gracia y no como un mero movimiento eclesial. Tal idea ha sido confirmada en lo sucesivo por los servicios carismáticos presentes en todos los continentes, por el Servicio Internacional para la Renovación Carismática Católica, Charis, y por el propio papa Francisco.